# Тимочко Михайло Федорович

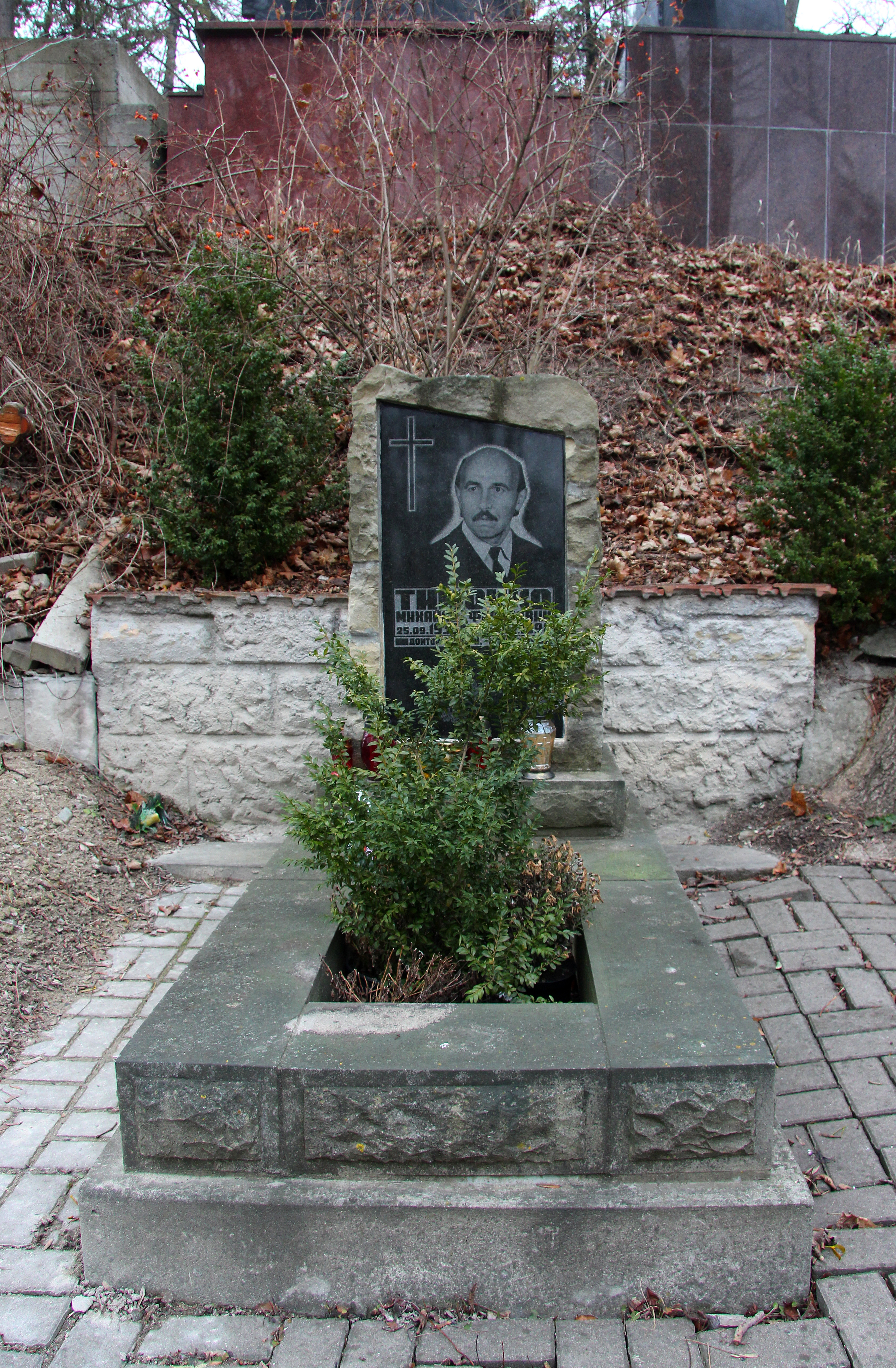

Михайло Федорович Тимочко (25 вересня 1935, с. Кропивник, нині Долинський район, Івано-Франківської області — 27 липня 1998, с. Липа Івано-Франківської області) — український біолог, професор, завідувач кафедри біохімії Львівського медичного університету (1995—1998). Кандидат біологічних наук (1971)

## Життєпис
Закінчив біологічний факультет Львівського університету (1962).
Працював лаборантом кафедри фізіології людини і тварин (1962—1963), науковим співробітником лабораторії радіаційної і фізико-хімічної біології Львівського університету (1963—1980), науковим співпрацівником ЦНДЛ (1980—1987), асистентом (1986—1990), доцентом (1990—1995), професором (1994—1995), завідувачем (1995—1998) кафедри біохімії Львівського медичного університету.
Загинув трагічно внаслідок нещасного випадку. Похований на 80 полі Личаківського цвинтаря.

## Напрями наукових досліджень
- вивчення біохімічних та фізіологічних механізмів формування адаптаційно-компенсаторних процесів за умов дії різних екстремальних впливів (стрес, фізичні перенавантаження, іонізуюче випромінювання, інтоксикації);
- дослідження корелятивних зв'язків інтенсивності та ефективності енергетичного обміну, кисеньзалежних реакцій та кисневого гомеостазу з вільнорадикальними та антиоксидантними реакціями;
- один з авторів відкриття феномену внутрішньоклітинної генерації ендогенного кисню в організмі людини і тварин.

## Доробок
Автор близько 450 наукових і навчально-методичних праць, серед яких 10 авторських свідоцтв на винаходи, монографія.
Підготував 8 кандидатів і 3 докторів наук.

### Основні праці
- Влияние тотального рентгеновского облучения на некоторые показатели обмена фосфатидных фракций больших полушарий головного мозга кроликов (канд. дис.). — Львів, 1971;
- Роль интенсивности и сопряженности окислительно-восстановительных процессов в поддержании электролитного гомеостаза // Физиол. журн. — 1985. — № 3 (співавт.);
- Метаболічні аспекти формування перехідних адаптаційно-компенсаторних процесів при екстремальній дії гіпоксії (докт. дис.). — Львів, 1992;
- Особливості порушення метаболічних процесів при алкоголізмі // Експ. клін. фізіол. біохім. — 1997. — № 2 (співавт.);
- Метаболічні аспекти формування кисневого гомеостазу в екстремальних станах (монографія). — Львів, 1998 (співавт.);
- Роль свободнорадикальных реакций в формировании кислородного гомеостаза организма // Hypox. Med. J. — 1998. — № 4 (співавт.).